# Gigi l'amoroso
Gigi l'amoroso è un singolo di Dalida pubblicato in 7" nel 1974.
La canzone ha un grande successo ed è posizionata nelle classifiche in gran parte dell'Europa.

## Tracce
Francia, 45 giri - 1974
1. Gigi l'amoroso (Michaële, L. & P. Sébastian)
2. Il venait d'avoir 18 ans

## Classifiche
| Classifica     | Posizione massima |
| -------------- | ----------------- |
| Svizzera       | 1                 |
| Fiandre        | 1                 |
| Vallonia       | 4                 |
| Paesi Bassi    | 2                 |
| Spagna         | 2                 |
| Québec         | 3                 |
| Francia (CIDD) | 6                 |
| Francia (SNEP) | 4                 |
| Lussemburgo    | 8                 |
| Germania       | 13                |
| Italia         | 33                |